# Гордије
Гордије (антгрч.  или , лат. Gordias) је оснивач и први краљ града Гордиона у Фригији.

## Митологија
Један од симбола Гордијеве моћи била су његова борбена кола која су на руди имала везан замршен чвор - неки аутори наводе да је тај чвор имао на својим колима његов син Мида.
Тај чвор је био славни „гордијев чвор“, за кога је пророчиште објавило да ће онај који га размрси постати господар света. То је пошло за руком, према легендама, Александру Македонском који га је пресекао мачем.
према најчешћим верзијама митова, Гордије је био син богиње Кибиле и на краљевски престо је дошао јер је искористи слетање орла на његова кола, а онда је то протумачио као знаком наклоности богова према њему.
Његов син и наследник Мида, је био познат као неко који, шта год да дотакне, у злато се претвори, а и по магарећим ушима.

## Град Гордион
Град Гордион је добро археолишки истражено, и по свим налазима до којих се дошло нема сумње да је Гордион био историјска личност, као и његов син Мида.